# Jang Suji
Jang Suji (13 maart 1997) is een Zuid-Koreaanse baan- en wegwielrenster. Jang won de ploegenachtervolging op de Aziatische kampioenschappen baanwielrennen in zowel januari als in oktober 2019. Op de weg eindigde hij driemaal op het podium van het nationale kampioenschap op de weg en eenmaal bij de tijdrit.

## Palmares
| Jaar      | NK             | AK                                                                                      | WK             | Overige        |           |
| Als elite | Als elite      | Als elite                                                                               | Als elite      | Als elite      | Als elite |
| --------- | -------------- | --------------------------------------------------------------------------------------- | -------------- | -------------- | --------- |
| 2019      | koppelkoers    | januari · ploegenachtervolging · 4e omnium · oktober · ploegenachtervolging · 6e omnium |                |                |           |
| 2020      | Geen deelnames | Geen deelnames                                                                          | Geen deelnames | Geen deelnames |           |
| 2021      | Geen deelnames | Geen deelnames                                                                          | Geen deelnames | Geen deelnames |           |
| 2022      | Geen deelnames | Geen deelnames                                                                          | Geen deelnames | Geen deelnames |           |
| 2023      | 4e koppelkoers |                                                                                         |                |                |           |
| 2024      | 5e koppelkoers | 4e koppelkoers 9e afvalkoers                                                            |                |                |           |